# Petilla de Aragón
Petilla de Aragón är en kommun i Spanien.   Den ligger i provinsen Provincia de Navarra och regionen Navarra, i den nordöstra delen av landet, 300 km nordost om huvudstaden Madrid. Arean är 28,0 kvadratkilometer.
Terrängen i Petilla de Aragón är kuperad åt nordost, men åt sydväst är den platt.